# Diego Contento
Diego Contento, född 1 maj 1990 i München, är en tysk fotbollsspelare.

## Karriär
Contento började spela fotboll i Bayern Münchens reservlag och flyttades 2010 upp i A-laget.
Den 22 maj 2018 värvades han av Fortuna Düsseldorf, där han skrev på ett tvåårskontrakt. Han debuterade den 19 augusti 2018 i en 5–0-seger över Rot-Weiß Koblenz i DFB-Pokal, där han blev inbytt i den 68:e minuten mot Benito Raman. Följande månad råkade Contento ut för en korsbandsskada. Han spelade endast en cupmatch under sin tid i klubben.
Den 1 juli 2020 värvades Contento av 2. Bundesliga-klubben SV Sandhausen.